# Merchant Marine Defense Medal

La Merchant Marine Defense Medal (en français : Médaille de la Défense de la Marine Marchande), en abrégé: MMDM est une décoration civile de la marine marchande des États-Unis. Elle a été créée par une loi du Congrès américain le 14 août 1944.

## Conditions d'attribution
La décoration est décernée aux membres de la marine marchande qui ont servi les États-Unis à bord de navires marchands entre le 8 septembre 1939 au 7 décembre 1941.

## Conception
Avant 1992, cette médaille n'était qu'un ruban de décoration uniquement; autrefois connu sous le nom de la Merchant Marine Defense Bar.
Le 19 mai 1992, le département américain des Transports a annoncé la disponibilité de nouvelles médailles pour les marins civils de la marine marchande, en reconnaissance de leur service durant la Seconde Guerre mondiale, la guerre de Corée et la guerre du Viêt Nam. Les médailles sont créées en complément des rubans de zone de guerre précédemment accordés aux civils qui ont soutenu les marins de la nation des forces armées durant ces guerres.
La conception de la nouvelle médaille est composée par le bouclier et l'ancre des États-Unis, du sceau du Service maritime des États-Unis, superposées dans une roue de gouvernail, symbolisant le contrôle et le service maritime. Les branches de laurier symbolisent la réussite et l'excellence.

## Sources
- (en) Cet article est partiellement ou en totalité issu de l’article de Wikipédia en anglais intitulé « Merchant Marine Defense Bar » (voir la liste des auteurs).